# Mamestra
Genre
Le genre Mamestra regroupe des lépidoptères (papillons) nocturnes de la famille des Noctuidae, de la sous-famille des Noctuinae ou des Hadeninae selon les classifications.

## Liste des espèces
Selon BioLib (16 avril 2023) :
- Mamestra brassicae (Linnaeus, 1758) - noctuelle du chou (seule espèce européenne)
- Mamestra soligena Möschler, 1886
- Mamestra  tayulingensis Yoshimoto, 1989